# Валајда Сноу
Валајда Сноу  (2. јун 1904 — 30. мај 1956, Њујорк) била је америчка певачица и џез музичарка, коју су због њеног начина музицирања се понекад називали и „Мала Луј“, јер је њен талент свирања трубе био раван легендарном Лују Армстронгом). Позната је по својој нарави, замаху и снази свирања трубе, мада је бела штампа дуго није прихватала. Двадесетих година прошлог века учествовала је и као плесачица у црним бродвејским мјузиклима. Током наредне деценије, такође је допринела ширењу џеза у Европи.
Сноу ће остати запамћена као пионирка која је за живота допринела ширењу америчке музике - и посебно џеза - широм света и рушење мушко-женских баријера као жена инструменталисткиња.

## Живот и каријера
Од пете године, када је почела да краде представу као члан очеве трупе, Сноу је живела свој живот на сцени и на путу. Постала је велико име у Европи и Азији, баш као што је била и у црначким заједницама широм Сједињених Америчких Држава, често одржавајући неке од првих џез наступа на великим међународним сценама. Често је красила и филмско платно, помажући тиме да музика црнаца са водвиљске позорнице уђе у аудиовизуелно доба, причајући бројне приче и правећи интервјуе који су  били нека врста њеног перформанса као и њен сценски наступ.
Наступала је широм света, али ће је турнеја по Европи прогањати до краја живота. Наиме док је настулала у од Немачке окупираној Данској, Сноу је ухапшен и заточена у Копенхагену, а не у немачком концентрационом логору како је касније тврдила. Још увек је нејасно зашто је ухапшена и шта је све претрпела док је држана у притвору. Након размени заробљеника пуштена је из затвора у мају 1942. године, али се никада није емоционално опоравила. Када је напокон била слободна вратила се у Сједињене Америчке Државе физички и психички јако измењена. Иако је напорно радила како би повратила свој музички израз, након Другог свестког рата Сноу никада није успела да поврати свој бивши успех и славу.
Преминула је 1956. године у 51. години живота, у лошем здрављу и релативној нејасноћи.

## Дело
Сноу је свирала на десетак инструмената, укључујући трубу, виолину, бас, виолончело, саксофон, харфу и кларинет. У време када је била тинејџерка, такође је могла да пева, плеше, глуми, аранжира музику и режира групе пуних ансамбала. Њен чудесни таленат на труби резултирао је неколико надимака, укључујући “Little Louis”, Queen of the Trumpet”, а амерички промотори џез сцене 1920-их били су очарани њеним огромним талентом. Међутим, иако су је волели мушкарци нису били вољни да пруже женским инструменталистима „рефлектор” који се додељује мушкарцима, упркос Сноуовој способности да очара и забави публику. Сноовој је било потребно неколико турнеја широм Европе и Азије да стекне по неко од заслужених признања.

Према речима њеног биографа Марк Милера у  делу High Hat, Trumpet and Rhythm: The Life and Music of Valaida Snow (2007). 
Афроамеричке новине и међународна штампа славиле су Сноуа због њене неизмерне вештине, бројних новитета као и мајсторког музицирања на труби. Свој живот и каријеру водила је самопоуздано, несаломљиво и чак пркосно. Њен живот који је био фикција, био је живот за славље.
Док се на сајту Америчког музеја афроамеричке историје и културе, за Валајду Сноу констатује:
Да је пуки таленат мерило славе, Валајда Сноу би била један од најпознатијих извођача 20. века. Њена прича представља историју небројених надарених, али недовољно цењених афроамеричких уметника, извођача и музичара који за живота често нису били универзално признати.